# La paz (Aristófanes)
La paz (griego clásico: Εἰρήνη / Eirene; latín: Pax) es una comedia escrita y producida por el dramaturgo griego Aristófanes. Se representó por primera vez durante las Grandes Dionisias del 421 a. C., y ese mismo año ganó el segundo premio en Atenas.
Como ocurre en muchas de sus obras, Aristófanes ataca a sus contemporáneos, incluyendo a Eurípides, a Cárcino y, especialmente, a Cleón, y se burla de ellos. Entre los personajes, están también un hijo de Lámaco y otro de Cleónimo. 
Los personajes históricos, semilegendarios, míticos o inventados (diegéticos, unos; más otros que únicamente son nombrados) son éstos:  
- Argivos (475, 493)
- Arquíloco (1.298-9)
- Arifrades,[3] miembro de una familia de artistas avezado en el cunnilingus (883)
- Baquis[4][5][6] (1.070–72, 1.119)
- Belerofonte
- Beocios (466, 1.003)
- Brásidas (282, 640)
- Cairis,[7] muy mal músico de Tebas (951)
- Cárcino (781–95, 864)
- Cerbero (313–5)
- Cilicón,[8] milesio traidor que quería quitarse culpa diciendo que no lo había hecho con mala intención (363)
- Cleón (47, 313, 648, 669, 650–6)
- Cleónimo (446, 673-5, 1.295)
- El Corifeo (301-36)
- Coro de Campesinos[9] (346-60)
- Cosecha[10]
- Cratino (700)
- Cuna,[11] prostituta[12] a la que le brillan los ojos como a Cleón (755)
- Datis (289)
- Dioscuros (214, 285)
- Egipcios (1.253)
- Enialio[13][6] (457)
- Un Escarabajo pelotero[14] al que se llama Pegaso[15]
- Esclavos[16] de Trigeo[17] (1 - 109)
- Esopo (129)
- Estesícoro (775 y ss., 796 y ss.)
- Estílbades, uno de los adivinos[5] que se han aprovechado de la guerra: llora por el humo del sacrificio a la Paz[1] (1.008)
- Estrago[18] (255-84)
- Eurípides (147, 534); alusiones: 114–123,[19] 528[20]
- Festival[21]
- Fidias  (605, 616)
- Formión (347)
- Ganimedes
- Glaucetes,[22] Morico[23] y Teleas:[24] glotones[25] (1.008)
- Guerra[26] (233-289)
- Hermes (180-232)
- Herreros[27]
- Hierocles[28]
- Hijas de Trigeo[17] (114-148)
- Hipérbolo (681, 690, 1.319-20)
- Homero (1.089-98, 1.270)
- Ion de Quíos (835)
- Jonios (46, 930-33)
- Laconios[29] (212, 216)
- Lámaco (304, 473)
- Lisímaca[30] (992): el nombre es a la vez el de una sacerdotisa de Atenea Polias[31] y un epíteto[6] de la Paz[1]
- Medos (108)
- Naturales de Mégara (246–9, 481–502, 609)
- Melancio[32] y Mórsimo, hermanos autores de teatro relacionados con Esquilo que eran conocidos por su glotonería,[25] y a los que se llama «gorgonas» y «arpías» (801–16, 1.009)
- Pandíon[33] (1.183)
- La Paz[1]
- Pegaso, del que se toma el nombre para el escarabajo[14] (76, 135, 154)
- Pericles (606)
- Pisandro (395)
- Prostitutas de El Pireo[12] (165)
- Naturales de Quíos (171)
- Sibila (1.095, 1.116)
- Simónides (697–8)
- Sira, esclava[16] siria[34](1.146)
- Sófocles (531, 695–7)
- Teágenes (928)
- Traficantes de armas
- Trasa, esclava[16] tracia[34] (1.138)
- Trigeo[17]
- Zeus (195)

Lo personajes diegéticos, por orden de aparición en escena, son éstos:
- Dos Esclavos de Trigeo.
- Trigeo.
- Muchachas, Hijas de Trigeo.
- Mercurio (Hermes).
- La Guerra.
- El Tumulto (el Estrago).
- Coro de Labradores.
- Hierocles, adivino.
- Un Fabricante de Hoces.
- Un Fabricante de Penachos.
- Un Vendedor de Corazas.
- Un Fabricante de Trompetas.
- Un Fabricante de Cascos.
- Un Fabricante de Lanzas.
- Un Hijo de Lámaco.
- Un Hijo de Cleónimo.
- La Paz.
- Opora o la Abundancia (Cosecha).
- Teoría (Festival).

El espíritu alegre de celebración, que contrasta fuertemente con el tono escéptico de las otras obras de Aristófanes que también tratan de "la paz" (Lisístrata y Los acarnienses), se puede atribuir al hecho de que se escribiera poco después de que se firmara la de Nicias.

## Argumento
El viejo granjero Trigeo es el personaje central de la obra. 
Mientras Atenas y Esparta luchan la una contra la otra en la guerra del Peloponeso, Trigeo se monta en un escarabajo pelotero gigante igual que el héroe Belerofonte montó a Pegaso, y vuela al Olimpo para tener una audiencia con Zeus, el padre de todos los dioses. Se les ordena a los esclavos de Trigeo que hagan rodar las heces del escarabajo en su lugar, y se les pide a los lugareños que tapen el olor con el suyo propio para que no se vea tentado el escarabajo durante el vuelo. 
Cuando llega Trigeo a la morada de Zeus, todos los dioses excepto Hermes han dejado el Olimpo en las manos de la Guerra y su sirviente Estrago. Se entera Trigeo de que han encerrado a la Paz en un profundo hoyo cubierto con pesadas piedras. La Guerra y el Estrago están ocupados en planear la destrucción de los griegos. Usando un mortero gigante e ingredientes que representan a todas las ciudades-estado griegas, planean derrotarlas aplastándolas con una maja gigante. Sin embargo, no encuentran una maja de ese tamaño, y pierden tiempo en su busca.
Trigeo insta al coro (compuesto por campesinos de varias ciudades-estado) a que le ayude a rescatar a la Paz. Con la ayuda de los miembros del coro, Trigeo intenta retirar las piedras. Aquellos que sacan provecho de la guerra, como los herreros, hacen sabotaje. 
Pero tras un considerable esfuerzo, Trigeo y sus aliados liberan por fin a la Paz, y con ella a sus compañeras Cosecha y Festival. La Paz sigue enfadada con los griegos (que, por ejemplo, durante la guerra se negaron a firmar varios tratados), y sólo habla con Trigeo y los otros helenos por mediación de Hermes. Como era de esperar, acaban convenciéndola para que vuelva a Atenas.
Trigeo acepta casarse con Cosecha, y envían a Festival junto con otro griego para que prepare una celebración de paz. Escogen a una oveja para sacrificarla, pero no se permite que manche el altar la sangre, ya que «la sangre no es del agrado de la Paz».
Un adivino llamado Hierocles no ha sido invitado, quiere coger sin permiso la carne del animal sacrificado, y habla mal de la Paz, así que lo golpean, lo apartan y se lo llevan por la fuerza.
Entonces, los traficantes de armas entran en la ciudad intentando venderlas a cualquier precio, pues, al haberse terminado la guerra, ya no son necesarias. Trigeo caldea el ambiente diciendo cosas como que se comprará una coraza para usarla como taburete y que comprará lanzas para usarlas como apoyo para las vides. Ofendidos, los traficantes se van de Atenas mientras Trigeo y Cosecha se casan.